# Danmark i paralympiska sommarspelen 2016
Danmark deltog med 21 deltagare i fyra grenar vid de Paralympiska sommarspelen 2016 i Peking. Den ursprungliga truppen på 16 utökades i sista stund när IOK uteslöt alla ryska deltagare på grund av dopinganklagelser.

## Medaljer
Med totalt sju medaljer kom Danmark på 51:a plats i medaljligan.
Peter Rosenmeier tog en guldmedalj i parabordtennis och 
Susanne Sunesen och Stinne Kaastrup tog en silvermedalj respektive två bronsmedaljer i paradressyr.
Daniel Wagner Jørgensen tog en bronsmedalj i 100 meter löpning och en i längdhopp och Jonas Larsen simmade hem en bronsmedalj i 150 m medley.